# Cerneți
Cerneți – wieś w Rumunii, w okręgu Mehedinți, w gminie Șimian. W 2011 roku liczyła 3399 mieszkańców.